# Vườn quốc gia Towada-Hachimantai
Vườn quốc gia Towada-Hachimantai (十和田八幡平国立公园 Towada-Hachimantai Kokuritsu Koen ?) là một vườn quốc gia nằm tại các tỉnh Aomori, Iwate và Akita, Nhật Bản. Nó bao gồm hai khu vực riêng biệt tạo thành cái tên Towada-Hachimantai. Khu vực thứ nhất là Towada-Hakkōda bao gồm Hồ Towada, núi Hakkōda cùng với hầu hết diện tích các thung lũng sông Oirase. Khu vực thứ hai là Hachimantai bao gồm Núi Hachimantai, núi Iwate, suối nước nóng Tamagawa, và núi lửa Akita Komagatake. Hai khu vực này có tổng diện tích 854 km vuông (330 sq mi).